# Социјалдемократска странка Хрватске и Славоније
Социјалдемократска странка Хрватске и Славоније (СДСХиС) била је политичка партија која је деловала на подручју Краљевства Хрватске и Славоније. Основана је 1894. године. Деловала је до 1919. године, када је један део чланства приступио Социјалистичкој радничкој партији Југославије (комуниста), а други Социјалистичкој партији Југославије.

## Оснивање
Социјалисти из Хрватске и Славоније су још од својих првих организованих деловања од краја 1860-их, деловали у саставу деловали у склопу радничких друштава и синдиката. Године 1890, у Будимпешти је била основана Социјалдемократска партија Угарске, у чијем су саставу деловали и социјалисти Банске Хрватске.
После конгреса Социјалдемократске партије Угарске 1894, социјалисти из Банске Хрватске основали су засебну Социјалдемократску странку Хрватске и Славоније (СДСХиС) 8. и 9. септембра 1894. године. Ово је била прва радничка странка са седиштем на будућем југословенском тлу. На њеном челу првобитно је био Иван Анцел, а после 1901. године Вилим Букшег и Витомир Кораћ.
Странка није била одвише популарна током свог постојања због усвајања програма аустромарксизма, а није био ни велик број припадника радничке класе у Банској Хрватској.

## Деловање
Током 1890-их, раднички покрет у Хрватској имао је јаче активе у Загребу и Ријеци. Како режим бана Куена Хедерварија није допуштао оснивање политичких и културних друштава па ни синдиката, у Банској Хрватској су илегално стваране синдикалне организације обедињавало је Међуструковно вијеће у Загребу. Након легализације 1907, синдикати су постали самостални у односу на СДСХиС, али су с њом били тесно повезани.
Године 1897, свим је странкама било забрањено да имају месне организације, а првацима СДСХиС суђено је због наводне антидржавне активности, те је ова странка тих година била потпуно обезглављена.
Прва гласило радничког покрета у Банској Хрватској било је „Слобода“ (1892-1902). Главни хрватски социјалистички лист била је „Слободна ријеч“ (1902-1914). Издаван је и низ других листова попут „Разредне борбе“ (1907), ћириличко „Право народа“ (Шид и Загреб, 1908-1912), немачки „Фолксрехт“ (Загреб и Осијек, 1908-1912) и остали.
У току припрема напада Аустроугарске на Србију 1914. године, СДСХиС се успротивила припремама, те су убрзо распуштене све организације радничког покрета и забрањена радничка штампа. У војску је било мобилисано више од 50% чланова странке. Тиме је делатност странке током ратних година замрла.
Завршетком рата и успостављањем Краљевине СХС, већина чланова СДСХиС, предвођена Витомиром Кораћем, одлучила се за деловање у народним одборима, односно сарадњу с буржоазијом, како би се на тај начин уклопили у нове државне структуре, док је мањи део, предвођен Ђуром Цвијићем и Владимиром Чопићем, одбацио реформизам, те су учествовали у оснивању и постали чланови Социјалистичке радничке партије Југославије (комуниста) 1919. године.

## Истакнуте личности
- Витомир Кораћ
- Вилим Букшег
- Ђуро Цвијић
- Владимир Чопић
- Божидар Аџија